# Oksana Kóstina
Oksana Aleksándrovna Kóstina (en ruso cirílico: Окса́на Алекса́ндровна Ко́стина; n. 15 de abril de 1972, Irkutsk, RSFS de Rusia, Unión Soviética – f. 11 de febrero de 1993, Moscú, Rusia), fue una gimnasta individual rusa que se desempeñó en la disciplina de gimnasia rítmica, campeona del mundo en 1992 y medallista de bronce del europeo de 1992.

## Carrera
Durante años, Kóstina permaneció bajo la sombra de las gimnastas ucranianas Aleksandra Timoshenko y Oxana Skaldina. A pesar de que fue medallista de bronce en el Campeonato de Europa de 1992, no fue seleccionada para los Juegos Olímpicos de Barcelona de 1992 para representar al entonces Equipo Unificado. Kóstina y su entrenadora, Olga Buyanova frustradas por el favoritismo que las seleccionadoras del Equipo Unificado tenían hacia Skaldina, viajaron a Barcelona donde Kostina entreno un tiempo con gimnastas británicas, antes de regresar para representar oficialmente a Rusia.
En ausencia de las dos gimnastas ucranianas, Kóstina ganó la medalla de oro en la competición general del Campeonato Mundial de Bruselas de 1992. Su objetivo era competir en los Juegos Olímpicos de Atlanta en 1996.

## Muerte
Kóstina murió en un accidente automovilístico el 11 de febrero de 1993 en Moscú. Ella estaba comprometida con Eduard Zenovka, medalla de bronce en pentatlón moderno en los Juegos Olímpicos de Barcelona. Un camión que conducía en dirección contraria se estrelló de frente contra su vehículo. Ambos atletas resultaron gravemente heridos y necesitaron una cirugía en el hospital. Dieciséis horas después, Kóstina murió a causa de las heridas sufridas en el accidente. La investigación policial reveló que Zenovka, que conducía el coche, estaba fuertemente intoxicado en el momento del accidente.